# 杰尔基达德里撞机事件
沙地阿拉伯航空763號班機（SV763）是一班從印度首都新德里飛往沙地阿拉伯東部城市達蘭的定期航班。哈薩克斯坦航空1907號班機（K41907）是一班從哈薩克斯坦當時的首都阿拉木圖起飛，經南部城市奇姆肯特前往新德里的伊留申Il-76TD貨機。
1996年11月12日，在英迪拉·甘地國際機場起飛后不久的沙地阿拉伯航空763號班機（波音747-168B，編號：HZ-AIH）與正向同一機場進場的哈薩克斯坦航空1907號班機在新德里附近的哈里亞納邦查基達里上空相撞。兩航機上合共349人全部罹難，是航空史上最嚴重的空中相撞空難。（1977年特內里費空難兩架飛機是在地面上相撞）

## 空難緣由
沙地阿拉伯航空763號班機當時載著289名乘客及23名機員，在印度當地時間傍晚6時32分於英迪拉·甘地國際機場起飛，前往達蘭國際機場（位於沙地阿拉伯東部城市達蘭）。同一時間，哈薩克斯坦航空1907號班機載著27名乘客（包括13名要到新德里採購羊毛商品的商人）和10名機員，正向英迪拉·甘地國際機場進場。當1907號班機飛到距離機場74英里（117.5公里）時，獲新德里英迪拉·甘地國際機場空中进近管制員批准下降至15,000呎。同一時間，已爬升至10,000呎的763號班機獲新德里英迪拉·甘地國際機場空中进近管制員批准繼續爬升至14,000呎，並等待通過1907號班機後繼續爬升。由于新德里机场地面的雷达只能给出飞机的平面位置，不能给出飞机的高度信息，因此在当时空中飞机的高度由机组通过无线电口头告知管制员。
大約6時40分，1907號班機報告已下降到15,000呎。管制員知道兩班航機將會接近對方，於是提醒1907號班機：「留意十二時方向，有一架沙地阿拉伯航空的波音747正向著你的相反方向前進，目視航機後請報告。」1907號班機接著向管制員詢問兩航機的距離。管制員答道：「14英里（22.5公里）。」1907號班機沒有回應，於是管制員再次警告：「航機距離你13英里（21公里），飛行高度140（14,000呎）」雖然1907號班機確認了第二次警告，但過了不久，兩班航機還是在哈里亞納邦查基達里的14,000呎上空相撞，並從管制員的雷達屏幕上消失。
兩航機幾乎是迎面相撞——Il-76在747机腹下面，其左侧机翼切断了747的左侧机翼，然后747的左侧水平尾翼切断了Il-76的垂直尾翼上部（包括垂直尾翼顶部的水平尾翼）。747在相撞后随即失去控制，进入快速螺旋下降状态，左翼拖着火焰。747在空中部分解体，最后以几乎超音速的1,135km/h（613节、705mph）撞地。飞机的机头、机舱扎入地面之下十几米深处。由于Il-76失去了大部分左翼和垂直尾翼，并连带失去了全部水平尾翼，其陷入无法控制的水平自旋，最后以水平姿态撞地，撞地时机體結構基本完整。相撞後，兩航機的殘骸墜落在哈里亞納邦查基達里的田野。搜救人員在1907號班機的殘骸中救出4名重傷的乘客，但他們最終都傷重不治。
提莫菲·畢斯（Timothy J. Place），美國空軍的一位运输机机长，當時正在駕駛一架洛克希德C-141运输机在哈萨克斯坦航空公司1907号班机后面飛進新德里，是事件的唯一空中目擊者，并在事件发生后立即通报给新德里机场的空中进近管制员。

## 事故調查
負責調查事故原因的委員會由當時德里最高法院的法官R·C·拉郝蒂（2004年7月升任首席法官）領導。委員會邀請了印度的航空交通管制員工會的人士及兩班航機所屬的航空公司人士作證。搜救人員尋獲的黑盒則由所屬航空公司在委員會的監督下分別在莫斯科和倫敦解讀內容。
參考了多方面的作供及分析了黑盒的內容後，委員會認定事件是由哈薩克斯坦航空1907號班機的機長單方面造成的。根據黑盒的紀錄，1907號班機的機長在航機下降到管制員指定的15,000呎高度後並沒有停止下降，反而讓航機繼續下降，曾經讓航機下降到低於14,000呎的高度。調查報告指出1907號班機無視管制員指示的嚴重錯失，因為1907号机组内部语言沟通不良，及正副驾驶员精力不集中未能控制飞机高度下滑所致。伊尔-76的機組人員为五人，包括机长、副驾驶员、空中机械师、空中领航员、无线电通信员，由无线电通信员负责与地面的空中管制员用英語请示沟通联系。1907号班机的无线电通信员向正副机长转述了英迪拉·甘地機場空中进近管制員批准1907号班机下降至15,000英尺高度的命令后，1907号的正副机长没有复述命令，而調查員判定副机长誤解空中管制员指示，把飞机下滑至高度14,000英尺(當時離763號班機不足三米的高度)，这时无线电通信员发现了飞机飞得太低，警示机长飞得太低並保持15,000英尺，雖然机长喊着“加速並拉起来”但随即空中碰撞发生。
伊尔-76机组的无线电通信员并没有自己的航空仪表，必须越过机长的肩膀才能看到机长前面的航空仪表的读数，因此无线电通信员向地面的管制员报告的飞机高度数据并不及时、准确。
哈薩克斯坦官員反駁指控，指當飛機下降的時候，1907號班機駛進積雲中，航機並遇上湍流，指天氣因素也是引致事故的另一個原因。航空交通管制員工會的代表引述氣象報告指當時並沒有湍流，但指出兩航機在雲團中相撞。這從唯一的目擊證人－提莫菲·畢斯的證供中獲得證實。最終，調查委員會認定意外的主因是哈薩克斯坦航空1907號班機的機長未遵從管制員的指示（保持指定的高度），至於未遵從管制員指示的原因則無定論，只確定有兩個可能性：航機在雲團中遇上湍流或溝通問題。
此外，當地機場設備落後也是引致意外的另一個原因。英迪拉·甘地國際機場當時並沒有二次雷達获得航機的實際飛行高度，故有過時的一次雷達估計飛機的飛行方向与距离。飞机的高度信息由机组通过无线电口头告知管制员。其不準確的航機資料，某程度上影響管制員的判斷。
另外，當時的民航管制區都是把進場和離場的航線分開，但因為新德里附近的空域大多被印度空軍佔用了，故新德里的航機使用同一條「空中通道」進場和離場。這增加了航機發生空中相撞的風險。
針對這兩項潛在問題，調查報告建議新德里的空域作出以下改善：
- 新增一條「空中通道」，以便將進場及離場的航線完全分開
- 安裝二次监视雷達，以獲得航機的準確飛行高度
- 強制所有在印度運作的航機均需安裝空中防撞系統
- 削減印度空軍專用空域，以增加管制的靈活性

按照建議，印度民航局規定所有進出印度的航機均需安裝空中防撞系統。

## 相關紀錄片
有兩套紀錄片關於這次空難：
- "Head On!"－在國家地理頻道播放
- 空中浩劫－此次空難被攝製成第七季第四集「Sight Unseen」；一些地區譯作「Crash Course」，而香港、台灣則稱為「奪命碰撞」。

## 註解
1. ↑  （英文）意外調查集中於機師人為錯誤 的存檔，存档日期2001-12-02.－CNN的報導
2. ↑  （英文）澳洲飛行安全於事件發生10週年所作的報導 （页面存档备份，存于）－（PDF，268KB）
3. ↑  （英文）印度官員稱空難造成數百人傷亡 Archived 2014-08-29 at WebCite－CNN的報導
4. 1 2  （英文）Head On - AirCrash 的存檔，存档日期2007-03-23.
5. 1 2  （英文）通訊語言差距導致查基達里空難 的存檔，存档日期1999-10-07.－印度媒體rediff.com
6. ↑   "空中浩劫 - 奪命碰撞"
7. ↑  （英文）美軍機師：查基達里空難是在「密雲」中發生的 的存檔，存档日期1999-10-11.－印度媒體rediff.com

## 外部連結
- （英文）兩班客機的資料，來源：Aviation Safety Network：
  - 沙地阿拉伯航空763號班機 （页面存档备份，存于）
  - 哈薩克斯坦航空1907號班機 （页面存档备份，存于）